# Exosoma lusitanicum

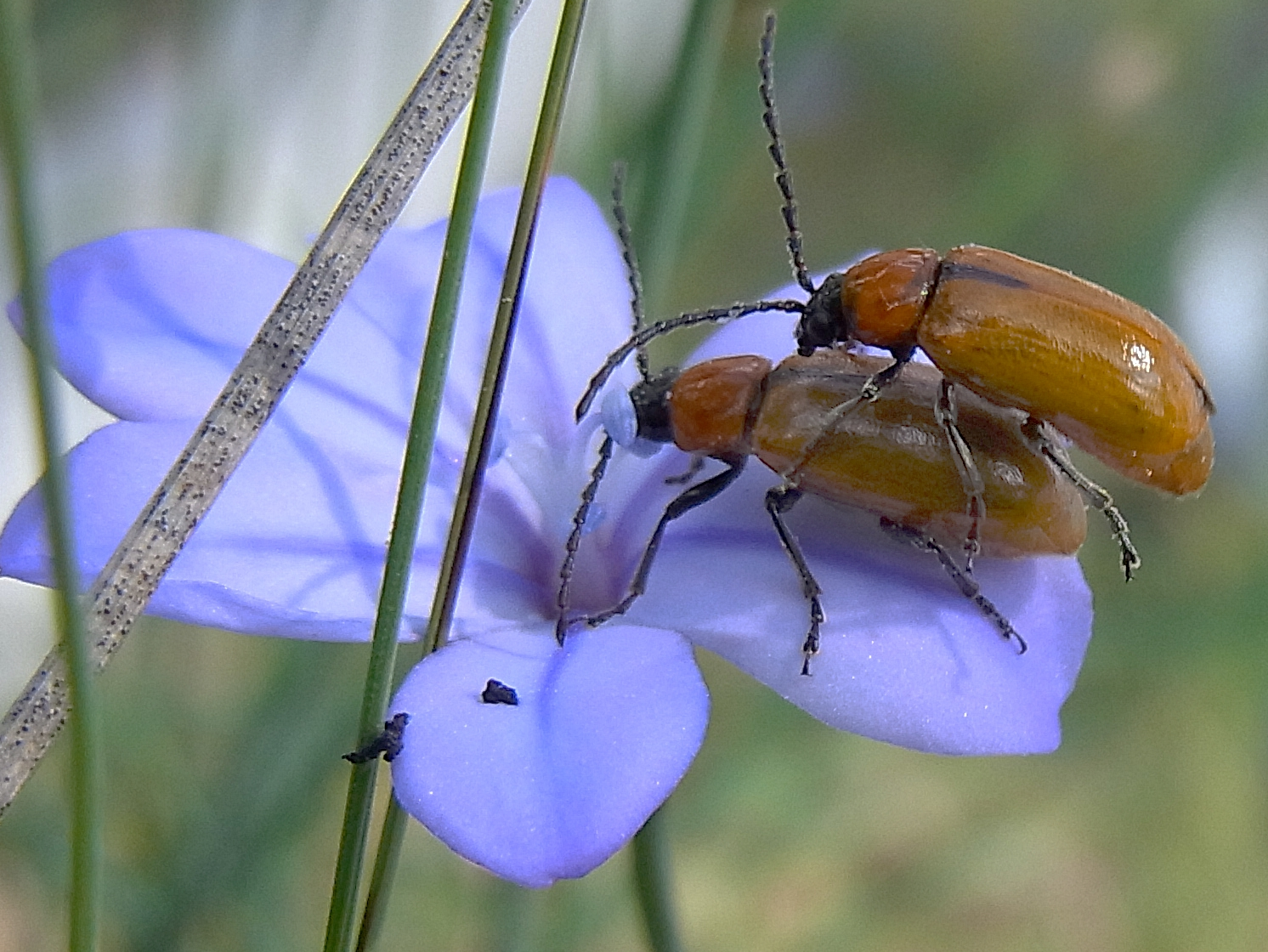
Abb. 1: Seitenansicht

Exosoma lusitanicum (Syn.: Exosoma lusitanica, Malacosoma lusitanica) ist ein Käfer aus der Familie der Blattkäfer und der Unterfamilie Galerucinae. Die Gattung Exosoma ist in Europa mit vier Arten vertreten, von denen nur Exosoma lusitanica nach Mitteleuropa einstrahlt.
Der Gattungsname Exosoma ist vom altgriechischen ἕξω, ‚éxo‘ ‚außen‘ und σῶμα, ‚sōma‘ ‚Leib‘ abgeleitet. Der Artname lusitānicus (lateinischen‚in Portugal, Lusitānia, vorkommend‘) bezieht sich auf das allerdings größere Verbreitungsgebiet der Art.

## Merkmale des Käfers
Der überwiegend rotgelbe und wie lackiert glänzende Käfer wird zwischen 6,5 und zehn Millimeter lang. Er ist länglich oval und unbehaart.
Der Kopf ist wie die Fühler, Beine und Brustunterseite schwarz. Die runden Augen sind stark gewölbt. Der äußere Augenrand ist lang anliegend bewimpert. Die elfgliedrigen Fühler sind zwischen den Augen auf halber Augenhöhe eingelenkt und an der Basis mäßig einander genähert. Sie erreichen die hintere Hälfte der Flügeldecken. Das zweite Fühlerglied ist kugelig, das dritte doppelt so lang wie breit. Ab dem dritten Glied sind die Fühlerglieder jeweils zum Ende hin und nach innen erweitert.
Der sehr fein punktierte Halsschild ist einheitlich gewölbt und ohne Unebenheiten. Er ist breiter als lang und verengt sich nach vorn bis fast auf die Breite des Kopfes. Der Vorderrand ist mit sehr feinen Härchen bewimpert. Er ist flach ausgebuchtet. Die Vorderecken sind stumpfwinklig, die Hinterecken abgerundet.
Die Flügeldecken sind dicht und fein punktiert. An der Basis sind sie zusammen deutlich breiter als der Hinterrand des Halsschilds. Nach hinten verbreitern sie sich höchstens wenig, hinten sind sie gemeinsam abgerundet. Ein Randstreifen der Flügeldecken (Epipleuren) ist deutlich abgesetzt. Das schwarze Schildchen ist abgerundet dreieckig.
Die Vorderhüften sind durch einen schmalen, kielförmigen Fortsatz der Vorderbrust nach hinten (Prosternalfortsatz) voneinander getrennt. Der Prosternalfortsatz erreicht die Mittelbrust nicht. Die Tarsen erscheinen, wie bei Blattkäfern üblich, viergliedrig (kryptopentamer).

## Biologie
Die Art lebt polyphag und wird unter anderem an Schwalbenwurz, Kornblume und Gewöhnlichem Greiskraut gefunden. Eventuell kann sie an Wein schädlich werden. Sie ist an die Standorte der Wirtspflanzen in warmtrockenen Gebieten gebunden. Exosoma lusitanicum kommt sowohl in der Ebene als auch bis in Höhen von tausend Meter vor.

## Verbreitung
Die Art ist westmediterran verbreitet (Nordafrika, Spanien und Portugal, Frankreich, Schweiz und Italien sowie auf Sizilien und Sardinien), wurde aber auch aus dem Nahen Osten gemeldet.